# マンスター・ラグビー

マンスター・ラグビー（英: Munster Rugby）は、アイルランドのラグビーユニオンクラブである。ユナイテッド・ラグビー・チャンピオンシップに所属。

## 歴史
1879年、レンスターやアルスターと同時期に、アイルランド南西部マンスターの地域代表クラブとして創設された。
南半球強豪国の遠征チームと数々の名勝負を演じたことで知られており、ニュージーランド代表（オールブラックス）の遠征チームとの対戦では1905年のデイヴ・ギャラハー主将率いるいわゆる「オリジナル・オールブラックス」の遠征における初対戦で33対0の大差で敗れたものの1973年には3対3で引き分け、1978年にはトモンド・パークにおいて12対0で勝利を収めている（2016年にアイルランド代表がアメリカのシカゴにおいて40対29で勝利するまでアイルランドのクラブとしてオールブラックスからの唯一の勝利であった）。オーストラリア代表の遠征チームとは1947年の初対戦では6対5で敗れたが1967年には11対8で勝利している。南アフリカ代表の遠征チームとの対戦でも1951年に11対6、1960年に9対3と敗れはしたものの接戦を演じている。
1995年のラグビーユニオンのプロ化に伴いアイルランドでもマンスターを含む4つの地域代表クラブがプロクラブ化した。マンスターは1995-96年シーズンの第1回ハイネケンカップ（現在のヨーロピアンラグビーチャンピオンズカップ）に出場し、1998-99年シーズンには初めてグループステージを突破している。1999-00年シーズンにはハイネケンカップにおいてトゥイッケナム・スタジアムで行われた決勝に進むもイングランドのノーサンプトン・セインツに9対8で敗れ2位、2001-02年シーズンも決勝でイングランドのレスター・タイガースに敗れ2位に終わった。なお、この2002年のマンスター対レスターの一戦において試合終了間際、15対9でレスターがリードする中でマンスター側のボール投入で5mスクラムが行われる際、マンスターSHのピーター・ストリンガーが投入しようとしたボールをレスターFLのニール・バックがはたき（レフリーはバックの反対側に立っていて確認できなかった）、レスターがポゼッションを得て試合がそのまま終了するという事態が起こり、物議を醸した。2001年に始まったケルティックリーグ（現在のプロ14）では初年度にレンスターに決勝で屈するも翌シーズン決勝でウェールズのニースを37対17で下し初優勝した。2005-06年シーズンのハイネケンカップでは決勝でフランスのビアリッツ・オランピックを23対19で破り初優勝、さらに2007-08年シーズンはニュージーランド代表のダグ・ハウレットを擁してフランスのスタッド・トゥールーザンに16対13で勝利して優勝している。2008-09年シーズン、2010-11年シーズンはケルティックリーグでそれぞれ決勝でエディンバラ（スコットランド）とレンスターを破って優勝した。ハイネケンカップ（ヨーロピアンラグビーチャンピオンズカップ）では2008年以降決勝に進出することができていない。
2016年、ヨーロピアンラグビーチャンピオンズカップのグループステージ第1戦、ラシン92戦のためフランスのパリに遠征中にヘッドコーチでマンスターのキャプテンを務めたこともあるアンソニー・フォーリーが42歳で急死し、ラシン92との試合は延期された。6日後に行われたトモンド・パークにおけるグラスゴー戦でフォーリーの追悼がなされ、試合はマンスターが38対17で勝利した。この試合でフォーリーの現役時代の主なポジションであったNo.8として出場したCJスタンダーは24番をジャージを着用した。
ユナイテッド・ラグビー・チャンピオンシップに名称変更後、2023年、ユナイテッド・ラグビー・チャンピオンシッププレーオフ決勝で昨年度王者ストーマーズを下してプロ14時代以来12季ぶり4回目の優勝を果たした。

## タイトル
- プロ14(ケルティックリーグ)…2002-03、2008-09、2010-11、2022-23
- ヨーロピアンラグビーチャンピオンズカップ(ハイネケンカップ)…2005-06、2007-08

## スコッド
2024-25シーズンのスコッド（2024年8月現在）
| フッカー - ディアミド・バロン - スコット・バックリー - エオハン・クラーク - ニール・スカネル プロップ - スティーブン・アーチャー - マーク・ドネリー - オリー・ジャガー - デイヴ・キルコイン - ジェレミー・ラフマン - ジョン・ライアン - ロマン・サラノア - ジョシュ・ウィチェーリー ロック - トーマス・アハーン - タイグ・バーン - エドウィン・エドグボ - キアラン・ハーレイ - ジーン・クライン - フィニーン・ウィチェーリー | フランカー/No.8 - ギャビン・クームズ - ジャック・デーリー - ブライアン・グレッソン(Brian Gleeson) - ジョン・ホーネット - アレックス・ケンダレン - ジャック・オドノヒュー - ピーター・オマホニー スクラムハーフ - クレイグ・ケーシー - エイサン・カフラン - コナー・マレー - パディ・パッターソン フライハーフ - ビリー・バーンズ - トニー・バットレー - ジャック・クロウリー | センター - トム・ファレル - オリー・モリス - ショーン・オブライアン - ローリー・スカネル ウイング - チャアキル・アブラハムズ - リアム・クームズ - シェーン・デーリー - カルビン・ナッシュ - ディアームイド・キルガレン フルバック - パトリック・キャンベル - マイケル・ヘイリー |
| | | |
| はキャプテン。 | | |

## 歴代所属選手
- キース・ウッド (Keith Wood) アイルランド代表元キャプテン。1999/2000シーズン所属。
- ブライアン・リマ (Brian Lima) …元サモア代表67キャップ。2005/2006シーズンに所属。ワールドカップ5大会連続出場(1991-2007)は最多タイ。
- アンソニー・フォーリー (Anthony Foley) アイルランド代表元キャプテン。1995/1996シーズンから2007/2008シーズンまで所属。201試合出場。チーム初の200試合出場達成者。
- ポール・オコンネル (Paul O'Connell) アイルランド代表元キャプテン。2001/2002シーズンから2014/2015シーズンまで所属。178試合出場。
- ローナン・オガーラ (Ronan O'Gara) 元アイルランド代表。1997/1998シーズンから2013/2014シーズンまで所属。240試合出場。2,625得点はチームの最多得点記録。
- ピーター・ストリンガー (Pieter Stringer) 元アイルランド代表。1998/1999シーズンから2012/2013シーズンまで所属。232試合出場。
- ドナカ・オカラハン (Donncha O'Callaghan) 元アイルランド代表。1998/1999シーズンから2014/2015シーズンまで所属。チーム最多となる268試合出場。
- オイン・レダン (Eoin Reddan) …アイルランド代表元キャプテン。2003/2004シーズンから2004/2005シーズンまで所属。
- ジョン・ヘイズ (John Hayes) 元アイルランド代表。1998/1999シーズンから2010/2011シーズンまで所属。217試合出場。
- デヴィッド・ウォレス (David Wallace) 元アイルランド代表。1997/1998シーズンから2011/2012シーズンまで所属。203試合出場。
- ジャン・デヴィリアス (Jean de Villiers) …元南アフリカ代表109キャップ。2009/2010シーズンに所属。23試合出場。ワールドカップ3大会連続出場(2007-2015)。
- ルーカス・ゴンサレス＝アモロシーノ(Lucas Gonzalez Amorosino)…元アルゼンチン代表52キャップ。2015/2016シーズンに所属。9試合出場。2011・2015W杯2大会出場。
- ショーン・クローニン (Seán Cronin) …アイルランド代表72キャップ。2005/2006シーズンから2007/2008シーズンまで所属。2試合出場。現在はレンスターに所属。
- CJ・スタンダー (CJ Stander) …元アイルランド代表46キャップ。2012/2013シーズンから2020/2021シーズンまで所属。
- ダミアン・デアレンディ (Damian de Allende) …南アフリカ代表56キャップ。2020/2021シーズンから2021/2022シーズンまで所属。現在は埼玉パナソニックワイルドナイツに所属。
- ベン・ヒーリー (Ben Healy) …アイルランド代表5キャップ。2019/2020シーズンから2022/2023シーズンまで所属。現在はエディンバラ・ラグビーに所属。
- クリス・ファレル (Chris Farrell) …アイルランド代表15キャップ。2017/2018シーズンから2022/2023シーズンまで所属。現在はオヨナ・ラグビーに所属。
- アンドリュー・コンウェイ (Andrew Conway) …元アイルランド代表30キャップ。2013/2014シーズンから2022/2023シーズンまで所属。
- キース・アールズ (Keith Earls) …元アイルランド代表101キャップ。2007/2008シーズンから2022/2023シーズンまで所属。
- ジョーイ・カーベリー (Joey Carbery) …アイルランド代表37キャップ。2018/2019シーズンから2023/2024シーズンまで所属。現在はユニオン・ボルドー・ベグルに所属。
- RG・スナイマン (RG Snyman) …南アフリカ代表34キャップ。2020/2021シーズンから2023/2024シーズンまで所属。現在はレンスターに所属。